# 阿雅皇女
阿雅皇女（あがのひめみこ、648年以降 - 709年?）は、飛鳥時代の皇族。天智天皇の皇女、母は伊賀采女宅子娘。
『日本書紀』には名が見えず、「伊賀国名所記」に弘文天皇の同母妹と書かれているが真偽は不明。そのため、架空人物説も出ている。
日本書紀通證に「引二信西國分一曰。宅子媛ハ伊賀國山田郡郡司之女也。此腹生二三子一。其一曰二大友皇子一。其二曰二阿閇皇子一。其三曰二阿雅（【振假名】アガ）皇女一。今按、此紀唯一皇子。蓋脱文也。伊賀風土紀曰。阿拜（【振假名】アヘ）郡阿閇山。倭名抄ニ伊賀郡阿我。伊賀史曰。元明天皇御宇和銅己酉五月二十六日、安雅皇女薨二杉坂駅一。六月二十六日薨二于伊賀國一。賜二封田一如レ例。
」とあるが未詳。

## 血縁
- 父：天智天皇
- 母：伊賀采女宅子娘
- 兄：弘文天皇・阿閇皇子

## 阿雅皇女が登場する作品
漫画
- 長岡良子『古代幻想ロマンシリーズ』